# Waldemar Kurpiński
Waldemar Kurpiński vel Krupiński (ur. 27 sierpnia 1939, zm. 8 czerwca 2024) – polski muzyk jazzowy, saksofonista barytonowy, grał także na klarnecie.

## Życiorys
Był członkiem zespołów New Orleans Stompers i Novi Singers, współpracował z zespołem Niebiesko-Czarni oraz z takimi muzykami jak Jan Ptaszyn Wróblewski, Edyta Geppert, Wiesław Pieregorólka, Ewa Bem, Grzegorz Ciechowski czy Kasia Kowalska, jako muzyk sesyjny. 
Twórca muzyki filmowej, m.in. do filmu Matka mojej matki.
Wraz z pianistą Wojciechem Majewskim, basistą Pawłem Pańtą i perkusistą Piotrem Biskupskim utworzył zespół Waldemar Kurpiński Quartet.
Pochowany na cmentarzu Bródnowskim (kwatera 40I-2-24).

## Płyty z udziałem Waldemara Kurpińskiego
- 1965: New Orleans Stompers – Warszawscy Stompersi
- 1967: Alarm! – Niebiesko-Czarni
- 1970: Torpedo – Novi Singers
- 1973: Rien ne va plus – Novi Singers
- 1973: After hours – Polish Jazz – All Stars
- 1974: Sprzedawcy glonów – Jan Ptaszyn Wróblewski
- 1986: Edyta Geppert Recital - Live – Edyta Geppert
- 1987: Big Band – Wiesław Pieregorólka
- 1990: Ten najpiękniejszy świat – Ewa Bem
- 1992: Obywatel świata – Obywatel G.C.
- 1995: Koncert inaczej – Kasia Kowalska

## Galeria

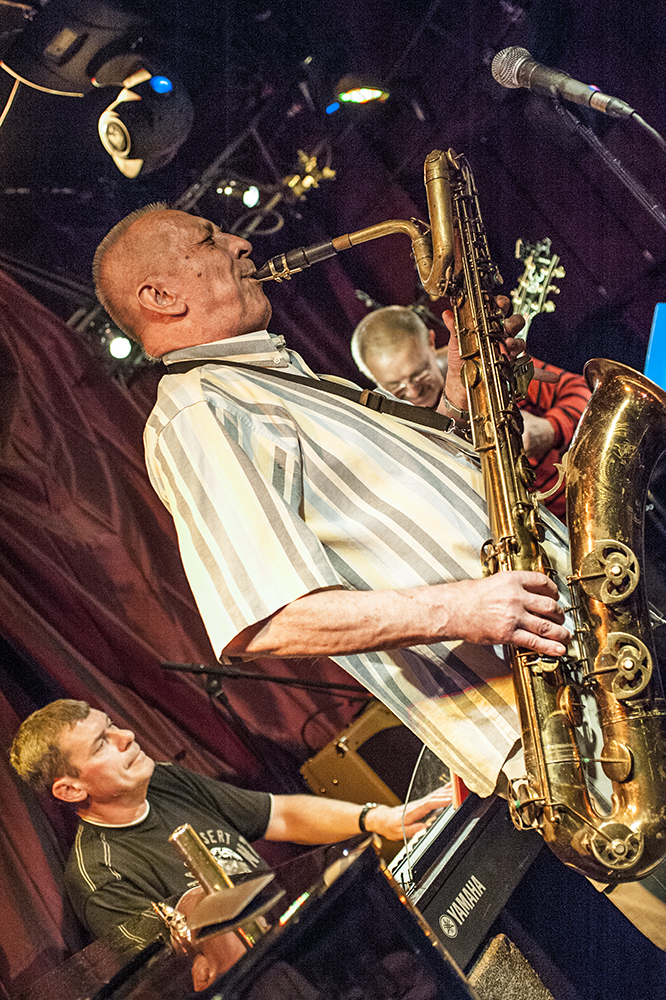
W klubie Tygmont, sierpień 2011 r.
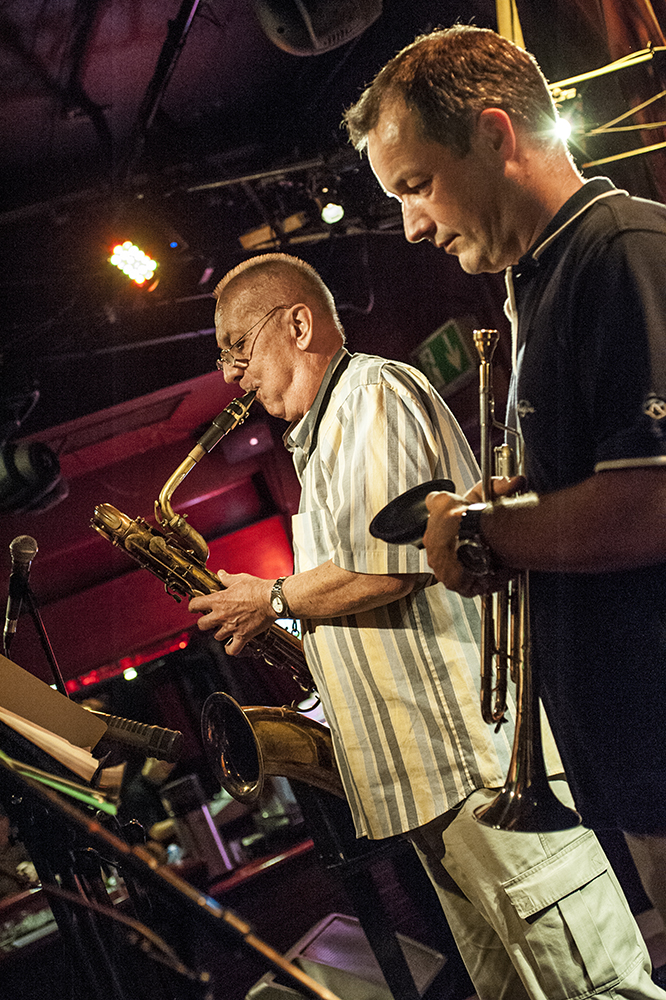
Tygmont, sierpień 2011 r., na pierwszym planie - brytyjski trębacz Mark Shepherd.
Waldemar Kurpiński na scenie w Tygmont, kwiecień 2012 r.
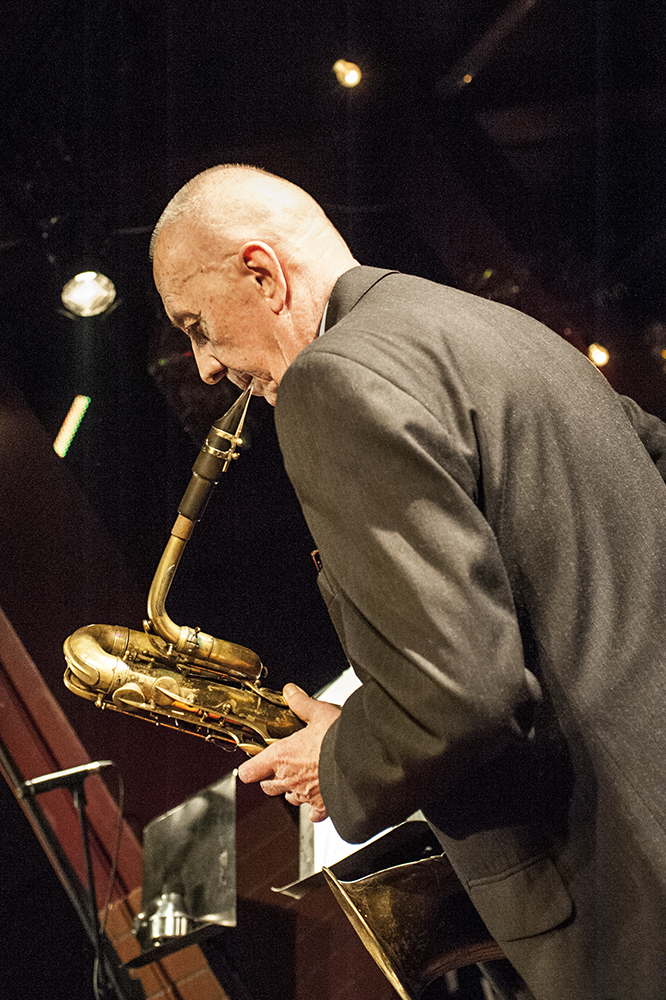
Tygmont - Warszawa, kwiecień 2012 r.